# Liste von Persönlichkeiten des US-Bundesstaates Massachusetts

Flagge von Massachusetts

Die nachfolgende Liste der Persönlichkeiten des US-Bundesstaates Massachusetts enthält nur eine Auswahl ohne Bewertung.

## 18. Jahrhundert

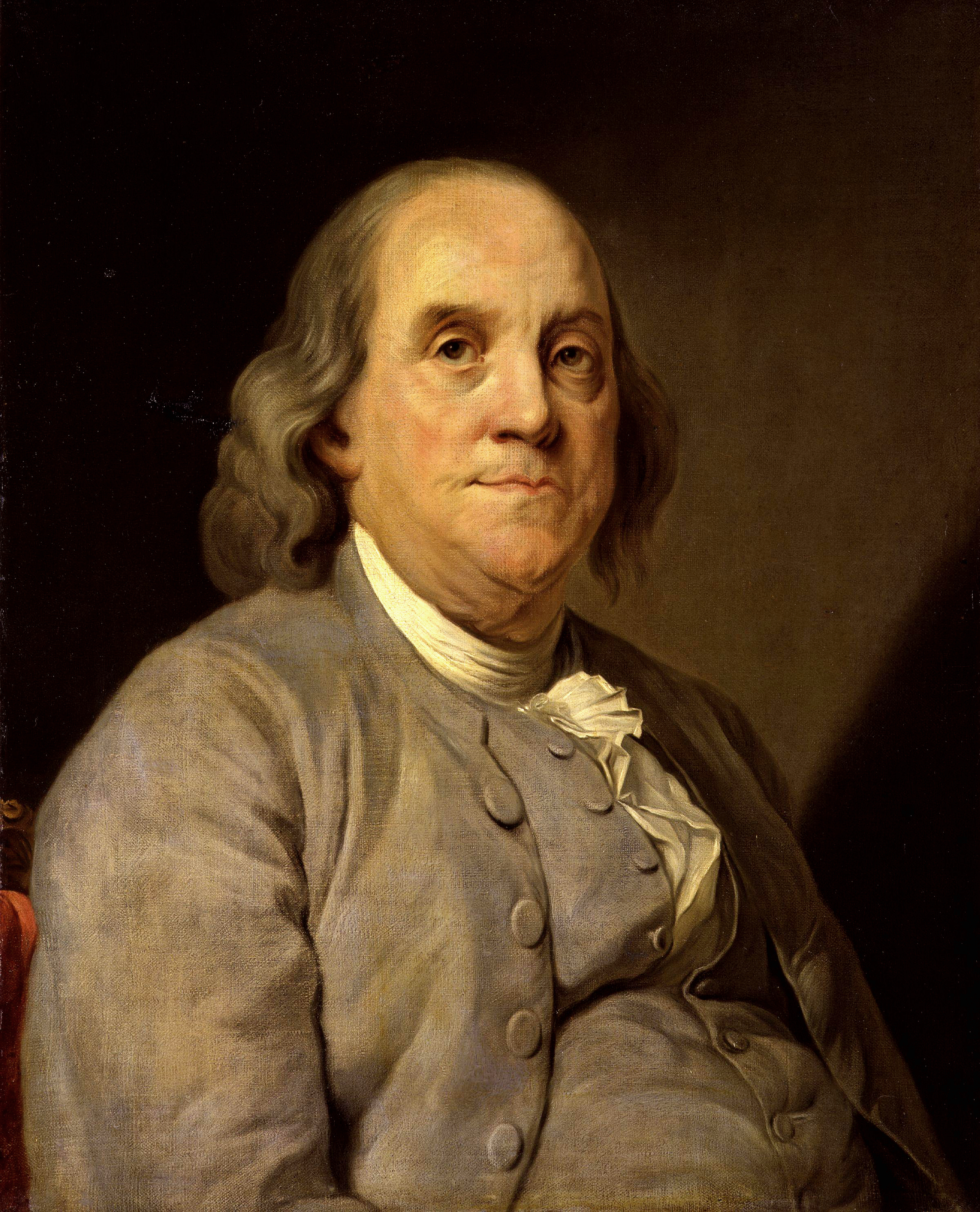
Benjamin Franklin
(1706–1790)

- Benjamin Franklin (1706–1790), Staatsmann, Schriftsteller, Naturwissenschaftler
- Samuel Adams (1722–1803), Gouverneur von Massachusetts; einer der Gründerväter der Vereinigten Staaten
- John Adams (1735–1826), 2. US-Präsident
- John Hancock (1737–1793), Mitunterzeichner der Unabhängigkeitserklärung
- Abigail Adams (1744–1818), zweite US-amerikanische First Lady
- John Quincy Adams (1767–1848), 6. US-Präsident

## 19. Jahrhundert

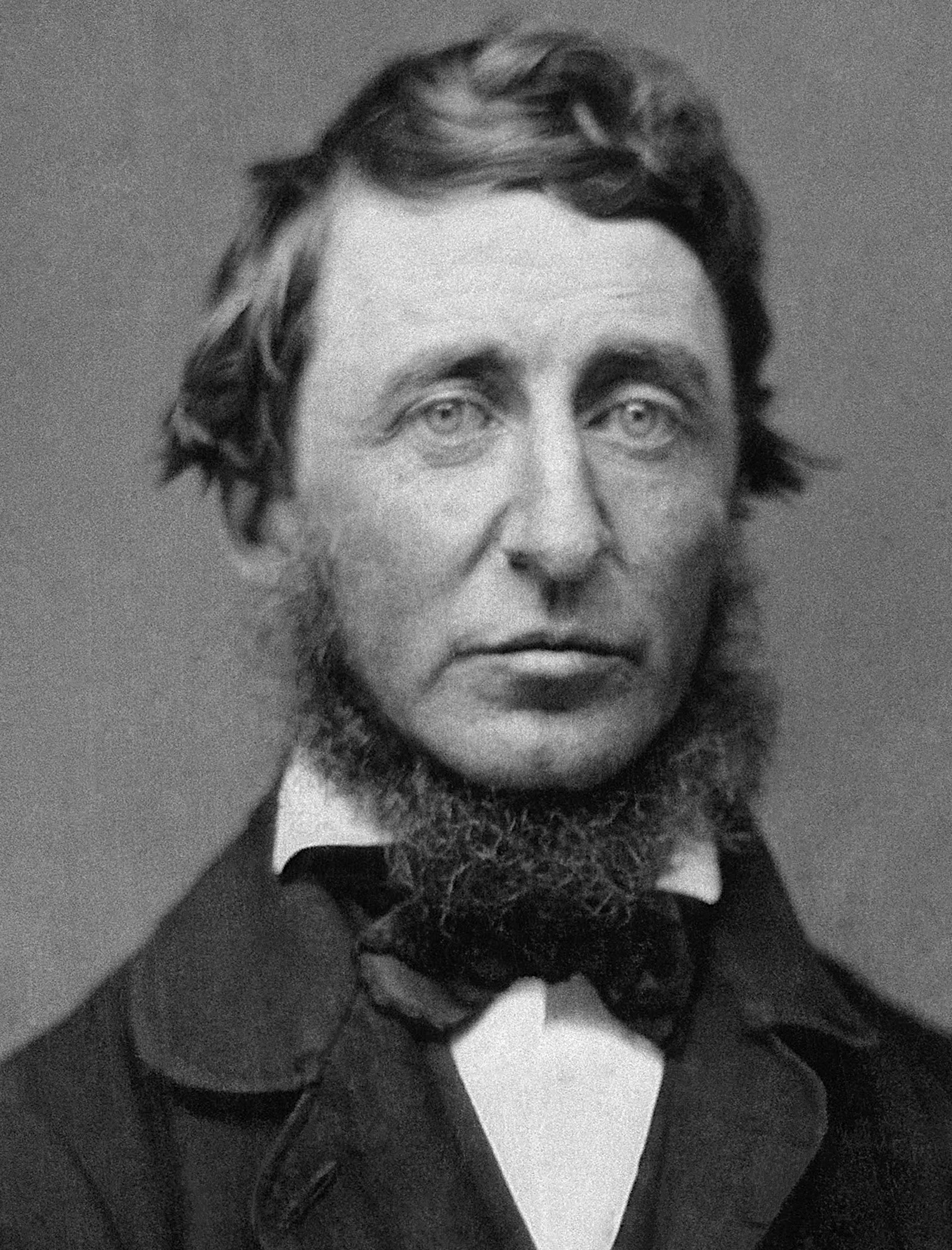
Henry David Thoreau
(1817–1862)

- Henry David Thoreau (1817–1862), Schriftsteller und Philosoph
- William Le Baron Jenney (1832–1907), Architekt und Ingenieur
- Granville Stanley Hall (1846–1924), Psychologe und Universitätspräsident
- Thomas Dewing (1851–1938), Maler
- Charles Dana Gibson (1867–1944), Cartoonist und Illustrator
- Calvin Coolidge (1872–1933), 30. US-Präsident

## 20. Jahrhundert

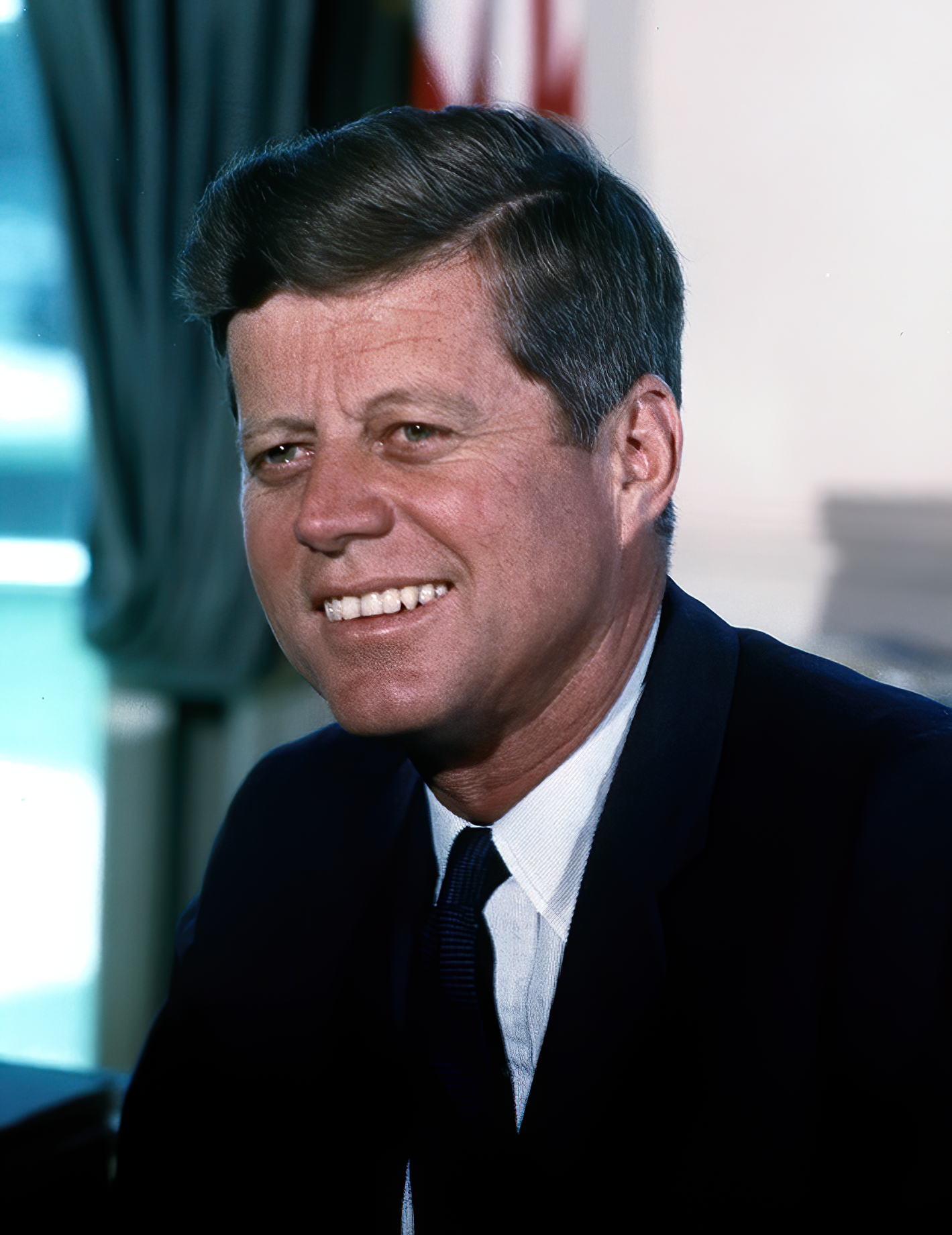
John F. Kennedy
(1917–1963)

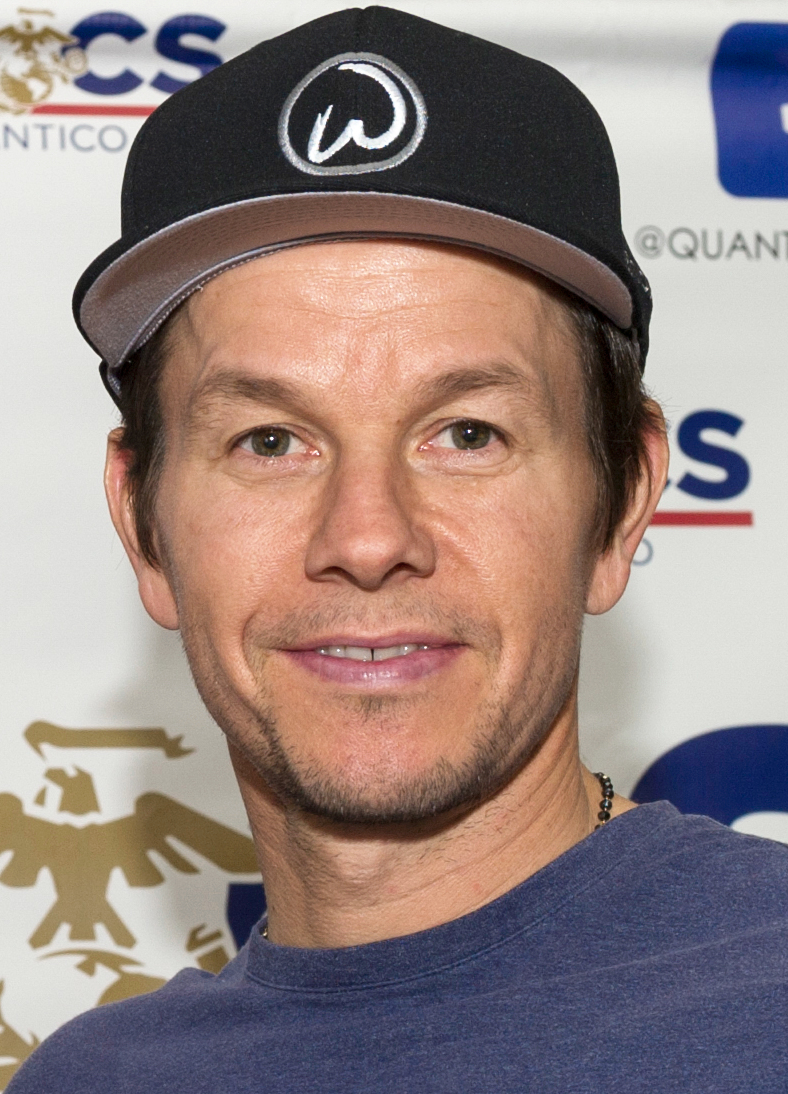
Mark Wahlberg
(* 1971)

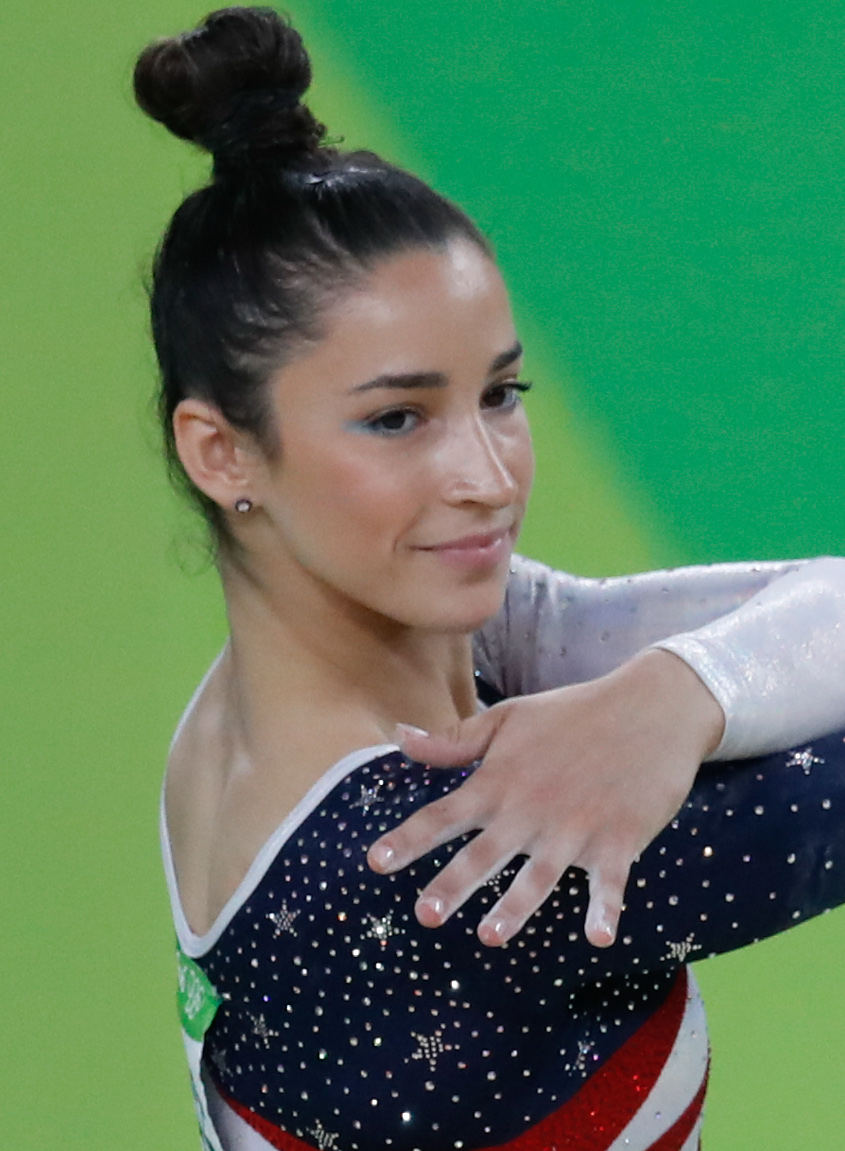
Alexandra Raisman
(* 1994)

- Ray Bolger (1904–1987), Schauspieler, Sänger und Tänzer
- Bette Davis (1908–1989), Schauspielerin
- Mary Carew (1913–2002), Leichtathletin und Olympiasiegerin
- John F. Kennedy (1917–1963), 35. US-Präsident
- Leonard Bernstein (1918–1990), Dirigent und Komponist
- Bill Macy (1922–2019), Schauspieler
- George H. W. Bush (1924–2018), 41. US-Präsident
- Chick Corea (1941–2021), Jazzpianist und Komponist
- Brad Delp (1951–2007), Rock-Gitarrist und Sänger
- David Morse (* 1953), Schauspieler
- James Spader (* 1960), Schauspieler
- Jonathan Knight (* 1968), Mitglied der Band New Kids on the Block
- Ellen Pompeo (* 1969), Schauspielerin
- Donnie Wahlberg (* 1969), Schauspieler, Mitglied der Band New Kids on the Block
- Danny Wood (* 1969), Mitglied der Band New Kids on the Block
- Matt Damon (* 1970), Schauspieler
- Jordan Knight (* 1970), Mitglied der Band New Kids on the Block
- Amy Poehler (* 1971), Schauspielerin
- Mark Wahlberg (* 1971), Schauspieler
- Ben Affleck (* 1972), Schauspieler
- Joey McIntyre (* 1972), Mitglied der Band New Kids on the Block
- John Cena (* 1977), Wrestler
- Chris Evans (* 1981), Schauspieler
- Ashley Tisdale (* 1985), Schauspielerin und Sängerin
- Sophia Popov (* 1992), deutsch-US-amerikanische Profigolferin
- Alexandra Raisman (* 1994), Kunstturnerin